# Moulins souterrains du Col-des-Roches
Les moulins souterrains du Col-des-Roches se trouvent dans le canton de Neuchâtel en Suisse, proche de la frontière avec la France et des villes du Locle et de La Chaux-de-Fonds. Il y règne une température constante de 7 degrés. Ils sont uniques en Europe.

## Historique
L'emplacement actuel des moulins était à l'origine un vaste marécage et une grotte servant d'exutoire à la rivière Bied. En 1652, le Conseil d'État du canton de Neuchâtel accorde une concession, soit autorisation d'exploiter, à trois meuniers, Isaac Vuagnieux, Balthazard Calame et Daniel Renaud, pour exploiter le courant de la rivière. Ils y aménagent un moulin à deux rouages. Dès 1660, l'exploitation est reprise par Jonas Sandoz, un riche héritier d'une famille influente du canton. Il va considérablement agrandir le site et installer des rouages dans la grotte. Ruiné, il doit vendre en 1690 peu avant de mourir. Les propriétaires vont ensuite se succéder jusqu'en 1844, année où Jean-Georges Eberlé, boulanger du Locle agrandira et modernisera le site. En 1884, les installations sont rachetées aux héritiers Eberlé par la commune du Locle. Initialement prévu pour contrôler le cours d'eau et éviter des inondations, le site est reconverti en 1898 en abattoirs. Il sert alors principalement au contrôle sanitaire lors de l'importation de bétail en provenance de France. Les carcasses d'animaux abattus pour des raisons sanitaires sont jetées en bas de la grotte qui sert de dépotoir. Gravement pollué, le site est fermé en 1966. La rénovation et le nettoyage commenceront en 1973. Quinze années seront nécessaires pour réhabiliter le site qu'on peut aujourd'hui visiter.